# Polycardia aquifolium
Polycardia aquifolium är en benvedsväxtart som beskrevs av Louis René Tulasne. Polycardia aquifolium ingår i släktet Polycardia och familjen Celastraceae. Utöver nominatformen finns också underarten P. a. ilicifolia.